# Dušan Matić

Dušan Matić

Dušan Matić (Servisch: Душан Матић) (Ćuprija, 31 augustus 1898 - Belgrado, 12 september 1980) was een Servische dichter en, samen met André Breton en Joan Miró, een van de leidende figuren van het surrealisme.

## Nalatenschap
Sinds 1981 organiseert de nationale bibliotheek in Ćuprija een naar Matić vernoemd festival. Dichters jonger dan 27 jaar strijden om de Matićev šal (letterlijk; "Matićs sjaal"). Beeldend kunstenaars strijden om de winst in de Matiću u čast (letterlijk; "Ter ere van Matić").
Op 13 september 2010 werd een gedenkplaat onthuld in Belgrado.
Het tweede deel van de naam van de Belgische rockgroep T.C. Matic refereert - onder andere - aan de naam van deze dichter.